# Ophichthus ishiyamorum
Ophichthus ishiyamorum är en fiskart som beskrevs av Mccosker 2010. Ophichthus ishiyamorum ingår i släktet Ophichthus och familjen Ophichthidae. Inga underarter finns listade i Catalogue of Life.